# Міла 23
Міла 23 (рум. Mila 23) — село у повіті Тулча в Румунії. Входить до складу комуни Крішан.
Село розташоване на відстані 263 км на схід від Бухареста, 35 км на схід від Тулчі, 126 км на північ від Констанци, 97 км на схід від Галаца.

## Населення
За даними перепису населення 2002 року у селі проживали 493 особи.
Національний склад населення села:
| Національність   | Кількість осіб | Відсоток |
| ---------------- | -------------- | -------- |
| росіяни-липовани | 342            | 69,4%    |
| румуни           | 145            | 29,4%    |
| українці         | 6              | 1,2%     |

Рідною мовою назвали:
| Мова       | Кількість осіб | Відсоток |
| ---------- | -------------- | -------- |
| російська  | 326            | 66,1%    |
| румунська  | 161            | 32,7%    |
| українська | 6              | 1,2%     |